# Miguel Díaz-Canel
Pour les articles homonymes, voir Miguel Díaz (homonymie), Diaz, Canel et Bermúdez.
Miguel Díaz-Canel Bermúdez, né le 20 avril 1960 à Santa Clara, est un militant communiste et homme d'État cubain, président de la république depuis le 10 octobre 2019.
Ingénieur de formation, il a lentement gravi les marches du pouvoir au sein du Parti communiste cubain jusqu’à succéder à son mentor Raúl Castro. Premier vice-président du Conseil d'État et du Conseil des ministres de 2013 à 2018, il est élu président du Conseil d'État (chef de l'État) en 2018, président de la République en 2019 puis Premier secrétaire du Parti communiste de Cuba en 2021. Candidat unique, il est réélu président de la République, en avril 2023, par l'Assemblée nationale avec 97,66 % des voix.

## Situation personnelle

### Naissance et famille
Miguel Díaz-Canel Bermúdez est né le 20 avril 1960 à Santa Clara, d'une mère institutrice et d’un père mécanicien.

### Études et formation
Il obtient un diplôme en ingénierie électronique en 1982 à l'université Marta-Abreu de Las Villas puis rejoint l'armée cubaine. En 1985, il devient enseignant à Las Villas. Cadre de l'Union des jeunes communistes de Villa Clara, il décide ensuite de partir en « mission internationaliste » au Nicaragua de 1987 à 1989, à la fin de la révolution sandiniste,.

### Vie personnelle
Miguel Díaz-Canel a deux fils de sa première épouse, Marta Villanueva. Il est marié à Lis Cuesta Peraza, qui a elle même deux enfants d'un premier mariage. Elle est professeur d'université.
Depuis son installation à La Havane avec Miguel Díaz-Canel, elle est fonctionnaire de l'agence de tourisme Paradiso, une filiale touristique du ministère de la Culture. Elle a repris le titre de Première dame de Cuba, abandonné avec les frères Castro car jugé comme une pratique bourgeoise.

## Ascension politique au sein du Parti communiste
Il est à la tête de la branche provinciale du Parti communiste de Cuba dans sa province natale de Villa Clara pendant dix ans, au cours desquels il parcourt la province à vélo à la rencontre des habitants. Il dirige ensuite le parti dans la province de Holguín pendant six ans. En 1991, il intègre le comité central du parti au niveau national ; en 2003, il est le plus jeune membre du bureau politique qui dirige le parti.
Le 19 avril 2021, il est élu Premier secrétaire du Parti communiste de Cuba, succédant ainsi à Raúl Castro.

## Ministre et vice-président du Conseil d'État
En 2009, sur ordre de Raúl Castro, il est nommé ministre de l'Enseignement supérieur, puis en mars 2012 il devient l'un des vice-présidents du Conseil d'État, chargé des questions d'éducation,. Le 24 février 2013, à la suite d'élections législatives, il est nommé premier vice-président du Conseil en remplacement de José Ramón Machado Ventura, et donc numéro deux du gouvernement dirigé par le président Raúl Castro. Ce dernier annonce à cette occasion que ce mandat sera son dernier, et qu'un nouveau président devra être choisi en 2018 au plus tard ; Miguel Díaz-Canel apparaît comme le favori désigné.
Au moment de son accession au poste de premier vice-président, Miguel Díaz-Canel est « largement perçu à Cuba comme un technocrate » et comme un « bon gestionnaire ». Il est également considéré comme « l'une des principales forces » soutenant la politique de libéralisation économique entreprise par Raúl Castro et se montre favorable à une plus grande ouverture sur la liberté de la presse mais selon le journal El Mundo, il n'est pas un potentiel réformateur : « Diaz-Canel est précisément ce que Gorbatchev n'a jamais été ». Pour Jaime Suchliki, directeur de l'Institut des études cubaines de l'université de Miami : « Quand Raúl Castro ne sera plus président, ce sera une autre affaire. Díaz-Canel n'a pas de chars ni de troupes ». En effet l'essentiel de l'économie est aux mains de l'armée cubaine sous la direction de Luis Alberto Rodríguez López-Calleja, il « reste donc à voir quelle serait la réalité de son pouvoir » en cas d'accession à la présidence du Conseil d'État.
Il représente Cuba à la conférence de Paris de 2015 sur le climat.

## Dirigeant de Cuba

### Président du Conseil d’État
Le 19 avril 2018, il est élu président des Conseils d'État et des ministres par l'Assemblée nationale du pouvoir populaire, succédant ainsi à Raúl Castro qui demeure premier secrétaire du Parti communiste et véritable « homme fort » du pays jusqu'en 2021.
Dès avril 2018, Miguel Díaz-Canel promulgue le décret 349 qui oblige les artistes à solliciter l’autorisation préalable du ministère de la Culture avant de se produire dans les espaces publics ou privés. Le décret 349 prévoit aussi l'interdiction de vendre des livres dont la teneur est « préjudiciable à l'éthique et aux valeurs culturelles » de Cuba. Des artistes s'organisent pour contester cette loi, notamment autour du Mouvement San Isidro,,.
En septembre 2018, en prévision du référendum sur la constitution, il se dit favorable à titre personnel à la légalisation du mariage homosexuel, tout en précisant que la décision en reviendra à la population. L'Église catholique cubaine, pour sa part, s'oppose « fortement » à cette légalisation.

### Président de la république

#### Élections à la présidence

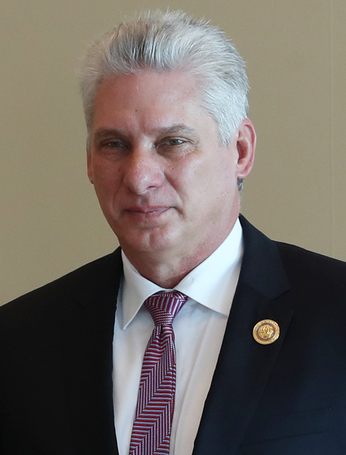
Miguel Díaz-Canel en 2019.

Le 10 octobre 2019, il est désigné président de la République par l'Assemblée nationale avec 99,76 % des voix. Il s'agit de la première élection présidentielle cubaine depuis 1958, à la suite de l'adoption par référendum d'une nouvelle constitution en février. Le chef de l'État sortant Miguel Díaz-Canel et son adjoint Salvador Valdés Mesa sont reconduits à la tête de l’État cubain pour cinq ans par l'Assemblée nationale. Esteban Lazo succède à Díaz-Canel au titre de président du Conseil d'État, fonction qui se retrouve dépourvue de ses attributions de chef d'État, tandis que Manuel Marrero Cruz devient Premier ministre, premier à réoccuper ce poste après sa disparition en 1976.
Alors que Cuba traverse une grave crise avec des pénuries de nourriture, de médicaments et de carburant, il est réélu, en avril 2023, président de la République par l'Assemblée nationale avec 97,66 % des voix,. À l'issue de cette élection, Miguel Díaz-Canel s'engage à améliorer le sort des Cubains en supprimant les freins de l'économie dus au « bureaucratisme, à l’indifférence et à la corruption inacceptable ».

#### Relations avec les États-Unis
Son mandat est marqué par un durcissement des sanctions économiques de la part des États-Unis contre Cuba. Le président américain Donald Trump a appliqué 280 sanctions pendant sa présidence. La situation économique reste difficile à Cuba, qui vit avec toujours plus de difficultés d’approvisionnement et une entreprise étatique de moins en moins productive, malgré la libéralisation. Les sanctions américaines conduisent à de nombreuses pénuries d'essence dans le pays. En juillet 2025, Miguel Díaz-Canel en même temps que Alvaro Lopez Miera et Lazaro Alberto Alvarez Casas, respectivement ministre de la Défense et de l'Intérieur, sont directement visés par des sanctions décidées sous le second mandat de Donald Trump.

#### Réforme monétaire
En décembre 2020, Miguel Díaz-Canel annonce la suppression définitive du peso convertible au profit du peso cubain pour le 1er janvier 2021. Cette réforme monétaire met fin au taux fixe d'un dollar pour un peso et provoque une flambée de l'inflation. En deux ans, le dollar passe de 24 à 120 pesos ,.

#### Gestion de la crise du Covid-19
La gestion par le gouvernement cubain de la crise sanitaire provoquée par la pandémie de Covid-19 est saluée en 2020. Le pays affiche, à l'époque, une bonne gestion de l'épidémie et les chiffres des autorités sont confirmés par l'Organisation mondiale de la Santé. Cuba présente ainsi un taux de contamination bien plus faible que la moyenne latino-américaine. En outre, Cuba a déployé des équipes médicales, contre rétribution, dans des dizaines de pays.
Alors que l'épidémie se développe rapidement dans l'île avec la diffusion du variant Delta, le président Miguel Díaz-Canel annonce, en août 2021, la défaillance du système de santé cubain : « La situation actuelle de l’épidémie a surpassé les capacités du système de santé, mettant en tension le travail de tout son personnel ».

#### Manifestations de 2021
En juillet 2021, des manifestations inédites éclatent à travers le pays, étant considérées comme parmi les plus importantes depuis celle du 5 août 1994. Ces contestations sont liées aux difficultés sanitaires et économiques. Le 13 juillet, le président Miguel Díaz-Canel demande à ses partisans « de défendre la Révolution » en descendant dans la rue, et accuse les États-Unis d'être à l'origine de cette contestation,. Le même jour, alors que les autorités coupent l'internet mobile dans tout le pays, le président américain Joe Biden met en garde Cuba contre toute répression envers « l'appel vibrant à la liberté » du peuple cubain.

#### Droits LGBT
Il est connu pour ses réformes sociales en faveur des droits LGBT, comme la légalisation du mariage homosexuel à Cuba, l'adoption homoparentale, la filiation élargie et la gestation pour autrui, faisant de Cuba le pays le plus progressiste en la matière d'Amérique latine.